# Drei Tage Angst (1952)
Drei Tage Angst ist ein deutscher Spielfilm (Kriminalkomödie) aus dem Jahr 1952 in Schwarzweiß von Erich Waschneck. Die Hauptrollen sind mit Rudolf Platte in einer Doppelrolle, Camilla Spira und Ethel Reschke besetzt. Das Drehbuch stammt von Wolf Neumeister. Die Uraufführung erfolgte am 9. Mai 1952 in Berlin-West.

## Handlung
Seine verblüffende Ähnlichkeit mit dem aus dem Gefängnis entflohenen Gustav Biernatzki, der sich auf Juwelen spezialisiert hat, wird dem ehrbaren Schneidermeister Hermann Espenlaub zum Verhängnis: Kaum hat er bei seinem Friseur Platz genommen, da wird er auch schon von dem Hehler Krause „entführt“. In dessen früherer Kölner Wohnung sollen noch viele schöne Juwelen versteckt sein, die es zu holen gilt. Aber schon vorher erhält der falsche Biernatzki eine erkleckliche Summe als dem ihm zustehenden letzten Beuteanteil ausgezahlt. Dafür soll er den versteckten Schmuck hinter der genau beschriebenen Ofenkachel aufstöbern. Espenlaub reizt das Abenteuer; daher lässt er sich auf die Sache ein; schließlich könnte er sich damit vielleicht eine Belohnung verdienen. Also ab nach Köln! Doch kaum hat Krause zusammen mit Biernatzkis Freundin Mieze Espenlaub in den Zug verfrachtet, erscheint der echte Biernatzki auf der Bildfläche. Jetzt ist das Staunen groß. Sofort reisen die drei dem falschen Biernatzki hinterher.
In einer Kölner Weinstube freundet sich Hermann mit der Sängerin Rosita an und merkt bald, dass man sich auf diese 100%ig verlassen kann. Der stets schlecht gelaunte Wohnungsinhaber Bellmann ist nur bereit, die Wohnung, in welcher der Schmuck versteckt ist, an eine alleinstehende Dame zu vermieten. Herrenbesuche sind streng verboten! Rosita wird die neue Mieterin, und Hermann gibt sich in Frauenkleidern als ihre „Freundin“ aus. In dieser Kluft trifft Hermann unterwegs auf den entflohenen Sträfling. Dem sind natürlich solche billigen Tricks allzu bekannt. Erst verprügelt er seinen Doppelgänger; dann schleppt er ihn zum Haus seiner Kölner Freundin Lucie und sperrt ihn in das Büro. Während sich Biernatzki auf dem Weg zu Bellmanns Wohnung macht, wirft Lucie ihre vermeintliche „Rivalin“ hinaus. Von nun an überstürzen sich die Ereignisse. Auf das eine Missgeschick folgt ein anderes, auf die eine Verwechslung die andere. Als sich schließlich die Handlung wieder nach Berlin verlagert hat, wird Biernatzki am Bahnhof vom Freund des Schneidermeisters entdeckt und mit aller Gewalt zu Anna Espenlaub komplimentiert. Töchterchen Susanne spürt gleich, dass hier etwas oberfaul ist. Als die Polizei auftaucht, gerät Biernatzki in Panik. Rasch lässt er die Juwelen in der neben ihm stehenden Schneiderpuppe verschwinden und versucht, sich herauszureden. Seine Beteuerungen nützen ihm jedoch nichts; seine Tätowierungen verraten ihn.
Endlich – nach drei Tagen Angst! – kann Hermann in seine Schneiderwerkstatt zurückkehren. Dort entdeckt er mit Susannes Hilfe die Beute und liefert sie bei der Polizei ab. Mit der großzügigen Belohnung will er sich ein Atelier auf dem Ku-Damm zulegen. 

## Ergänzungen
Gedreht wurde der Streifen im Filmatelier Göttingen sowie in Köln und Berlin.  Die Bauten wurden von den Filmarchitekten Gabriel Pellon und Hans-Jürgen Kiebach geschaffen. Die Produktionsleitung übernahm Hermann Grund. Die Musik komponierte Robert Küssel. Das in dem Streifen zu hörende und von ihm komponierte Lied „Kleine Fische“ wurde von Werner Lind getextet.

## Kritik
Das Lexikon des internationalen Films bemerkt lediglich, der Film beinhalte einen „groben Verwechslungsklamauk.“ Eine leicht bessere Meinung hat Der Spiegel in seiner Ausgabe vom 28. Mai 1952: „Verwechslungsklamauk mit achtbarem Tempo und hochmoralischem Endziel: der Schneider Platte liefert bei der Polizei ab, was ihm nicht gehört.“

## Quelle
- Programm zum Film: Das Neue Film-Programm, erschienen im gleichnamigen Verlag H. Klemmer & Co., Frankfurt am Main, ohne Nummernangabe